# العباس بن سفيان
العباس بن سفيان الاكلبي ( توفي بعد 150 هـ - بعد 767م): قائد بحري في العصر العباسي. كان قائداً على غازية البحر في خلافة المنصور العباسي. غزا قبرص بجيش، سنة 146 هـ، فكان أول من غزاها في عهد بني العباس.
وقد روى ابن عساكر بسنده: «ولى يعني المنصور غزو البحر العباس بن سفيان الاكلبي فوليه حينا، ثم عزله وولى مكانه عامر بن ربيعة السلمي، قال ابن عائذ عن الوليد قال: غزوت قبرس سنة ست وأربعين ومائة مع العباس بن سفيان الاكلبي فكان أول جيش من المسلمين غزوا قبرس في ولاية آل الرسول ﷺ (بني العباس)».